# Vilarinho dos Galegos
Vilarinho dos Galegos is een plaats (freguesia) in de Portugese gemeente Mogadouro en telt 251 inwoners (2001).